# Òtanes (fill de Sisamnes)

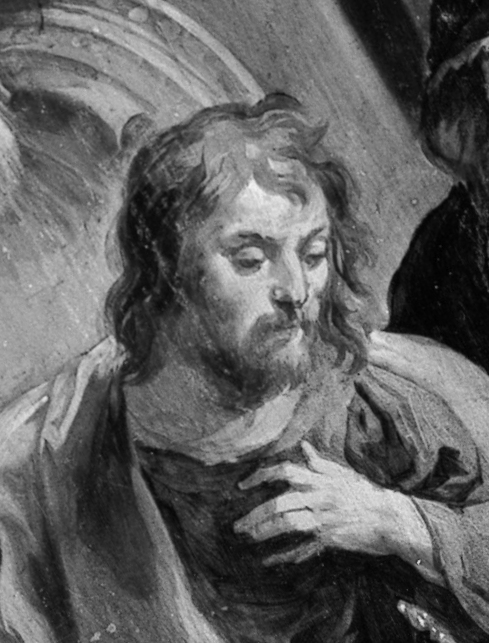
Representació d'Otanes per part de Rubens.

Otanes (en grec antic ̓Οτάνης) fill de Sisamnines, fou un noble persa.
El seu pare era un dels jutges reials i va ser executat per ordre de Cambises II de Pèrsia per haver dictat una sentència injusta. Se li va treure la pell, que estirada i assecada, va entapissar el seient que havia ocupat. Otanes va ser designat com a successor i va haver d'ocupar aquell mateix escó, exercint les seves funcions amb el record de la sort del seu pare.
L'any 506 aC va ser nomenat successor de Megabizos en la direcció de les forces perses a la costa i va conquerir les ciutats de Bizanci, Calcedònia, Antandros i Lampònion, i les illes de Lemnos i d'Imbros.
Amb molta probabilitat és el mateix Otanes que es mencionat com a gendre de Darios I el Gran i que va participar en la repressió de la revolta de Jònia el 499 aC. Va vèncer als rebels a Efes i unit a les forces d'Artafernes, sàtrapa de Sardes, va ocupar Clazòmenes i Cume. Heròdot ja no l'esmenta més però es creu que va participar en les operacions a Jònia fins al final.